# Баташі
Баташі́ (рос. Баташи) — присілок у складі Слободського району Кіровської області, Росія. Входить до складу Ленінського сільського поселення.
Населення становить 54 особи (2010, 55 у 2002).
Національний склад станом на 2002 рік — росіяни 100 %.